# Hauptstraße (Heidelberg)

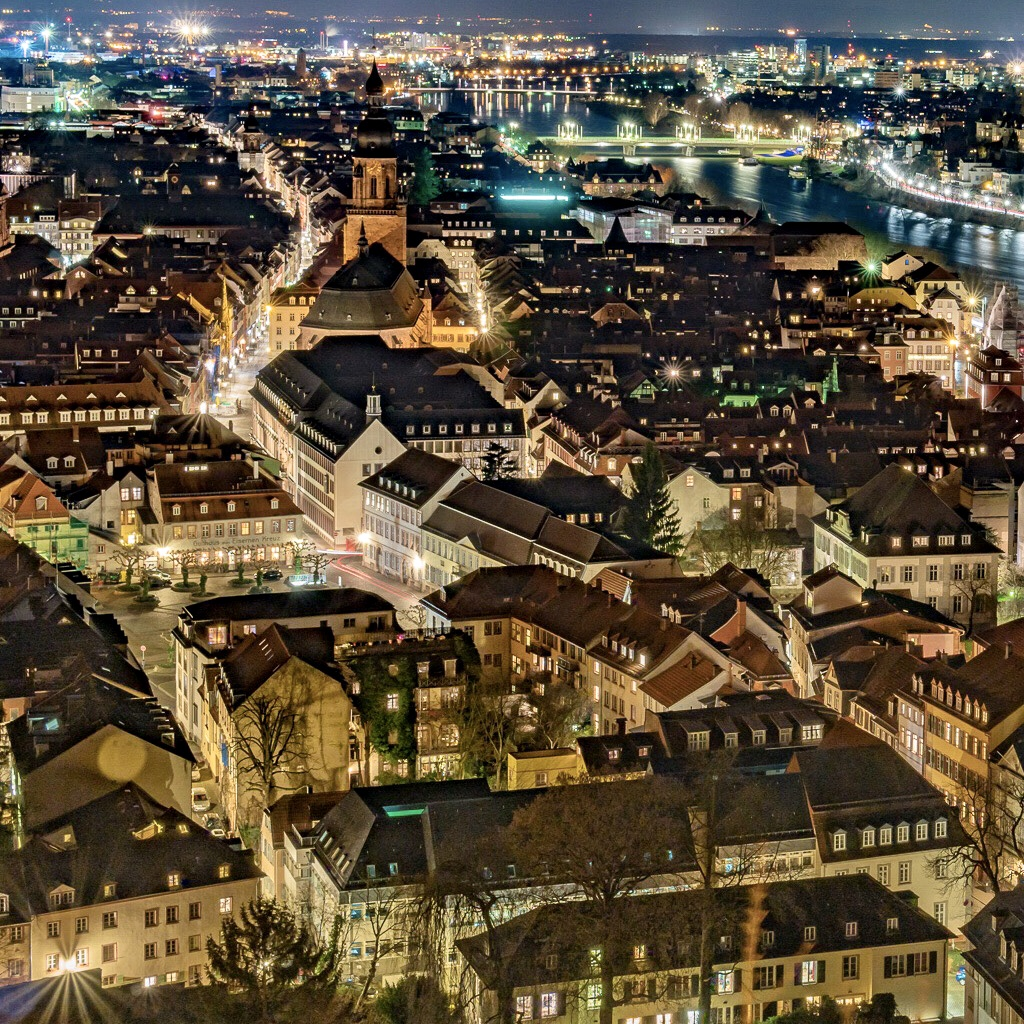
Der leicht gewundene Verlauf der Hauptstraße durch die Altstadt

Die Hauptstraße ist die zentrale Verkehrsachse in der Heidelberger Altstadt, die sie in voller Länge durchquert. Heute ist sie eine Fußgängerzone und eine beliebte Einkaufsstraße. An ihr liegen zahlreiche bedeutende Bauten wie das Rathaus, die Heiliggeistkirche oder die Providenzkirche.

## Verlauf
Die Hauptstraße verläuft vom Bismarckplatz zum Karlstor mit leichten Knicken parallel zum Neckar quer durch die gesamte Altstadt. Zwischen Theaterstraße und Universitätsplatz weist sie eine leichte Steigung auf, die durch den Schwemmkegel des heute verrohrten Klingenteichbachs bedingt ist.
Sie ist rund 1,8 km lang.
Zahlreiche in Nord-Süd-Richtung verlaufende Querstraßen (überwiegend als „Gassen“ benannt) münden im rechten Winkel in die Hauptstraße ein. In ihrem Verlauf liegen fünf Plätze. Während der Marktplatz bereits in dieser Funktion angelegt wurde, entstanden Anatomiegarten, Universitätsplatz, Kornmarkt und Karlsplatz erst später durch den Abbruch von Gebäuden.
Die Nummerierung beginnt am Bismarckplatz, wobei sich die ungeraden Hausnummern auf der linken (nördlichen), die geraden auf der rechten (südlichen) Straßenseite befinden. Die höchste vergebene Hausnummer ist 251. Von 1856 bis 1877 war die Hauptstraße in einen westlichen und östlichen Teil mit separater Nummerierung geteilt.

## Geschichte

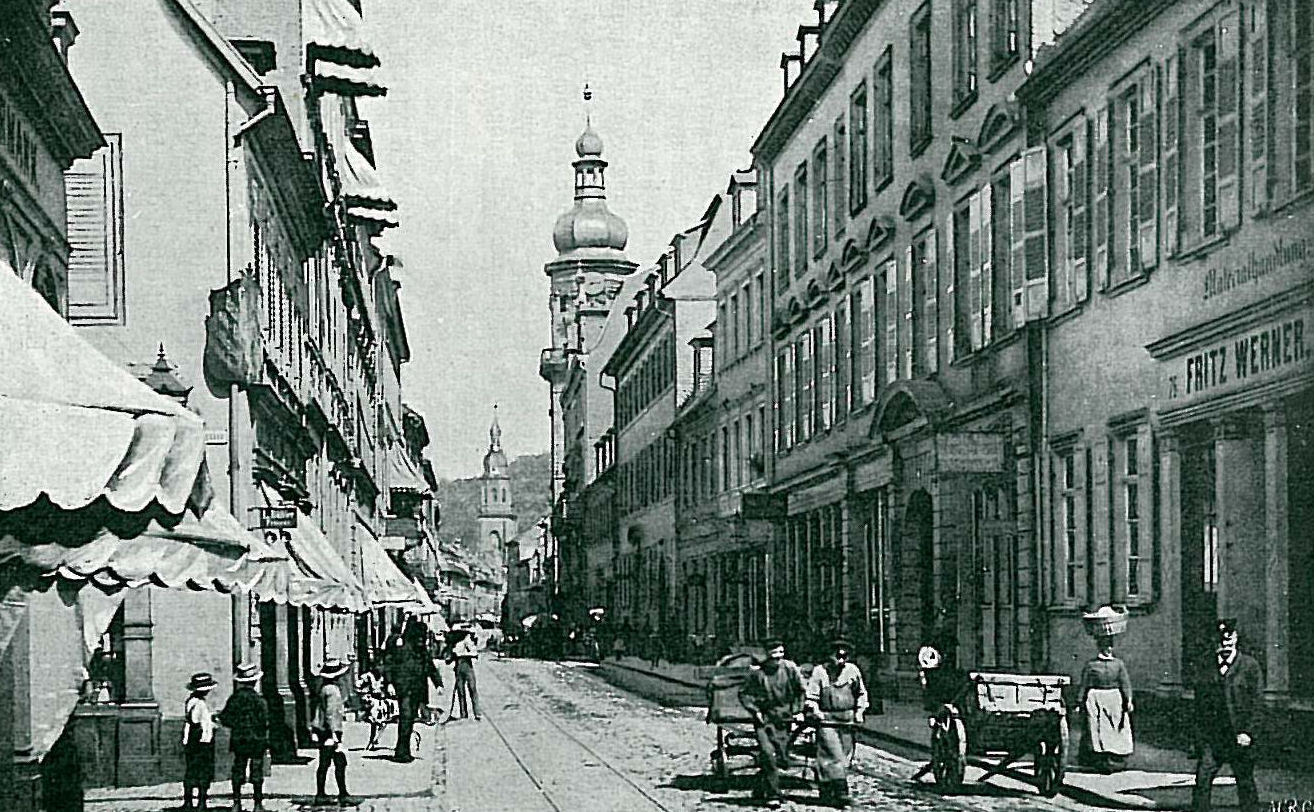
Die Hauptstraße um 1890 mit den Gleisen der Pferdebahn und den Türmen von Providenzkirche und Heiliggeistkirche (hinten)

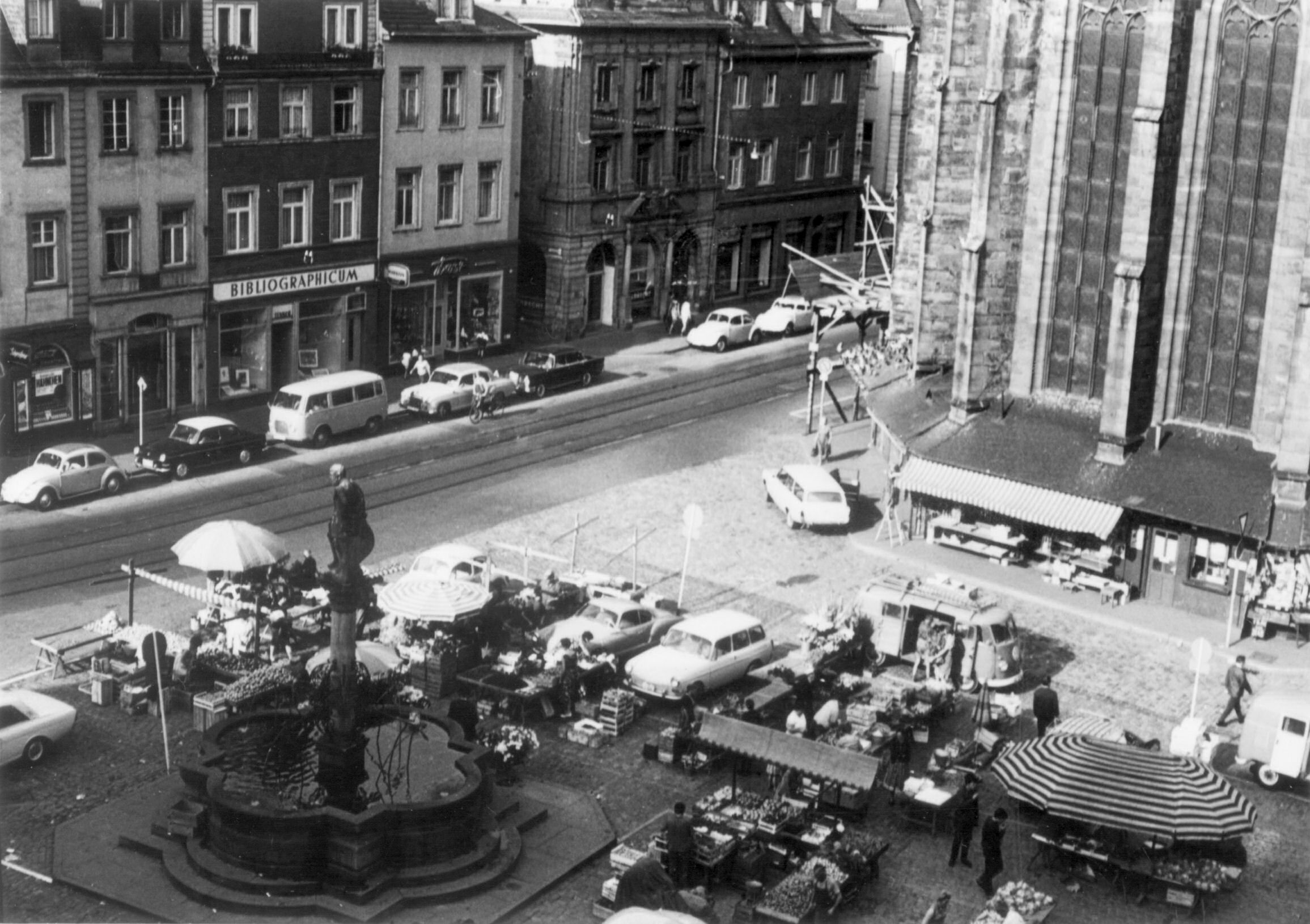
Die noch vom Autoverkehr genutzte Hauptstraße beim Marktplatz, 1965

Schon vor der Stadtgründung um 1220 verlief an der Stelle der heutigen Hauptstraße ein Verkehrsweg, der bei der Anlage der Stadt als Rückgrat diente. 
1391 wird diese Straße Obere Gasse genannt, 1491 platea magna (Große Straße) und 1508 Speierer Straße. Seit 1689 trägt sie den Namen Hauptstraße.
Am östlichen und westlichen Ende befanden sich Stadttore. Im Osten, im Bereich der heutigen Plankengasse, stand das Obere Tor, das im 18. Jahrhundert durch das Karlstor ersetzt wurde. Am westlichen Ende der ursprünglichen Altstadt, im Bereich des heutigen Universitätsplatzes, stand das Niedere Tor, auch Speyerer Tor, später Mitteltor genannt, das 1827 abgerissen wurde. Bei der Stadterweiterung 1392 wurde der Graben überbrückt und die Hauptstraße nach Westen verlängert. An der neuen Westgrenze der Stadt wurde das Äußere Speyerer Tor errichtet, das später durch das Mannheimer Tor im Bereich des heutigen Bismarckplatzes ersetzt wurde.
Nach der Zerstörung Heidelbergs im Pfälzischen Erbfolgekrieg 1693 wurde die Stadt im barocken Stil, aber auf altem Grundriss wieder aufgebaut. Die Hauptstraße behielt dadurch ihren ursprünglichen Verlauf und ihre ursprüngliche Breite bei.
1885 wurde die erste Heidelberger Pferdebahnlinie eröffnet, die vom Bahnhof (am heutigen Adenauerplatz) durch die Hauptstraße zum Karlstor fuhr. Für die leichte Steigung zwischen Theaterstraße und Universitätsplatz (damals Ludwigsplatz) musste ein zweites Pferd vorgespannt werden. 1902 wurde die Pferdebahn durch eine elektrische Straßenbahnlinie ersetzt.
Unter Oberbürgermeister Reinhold Zundel wurde die Hauptstraße umgestaltet und verkehrsberuhigt. 1969 wurde sie für den Durchgangsverkehr gesperrt, ab 6. November 1971 der westliche Teil bis zum Universitätsplatz an Wochenenden für jeglichen Fahrverkehr, am 15. Juli 1972 wurde der Abschnitt von Uniplatz bis Heiliggeistkirche zur Einbahnstraße und ab 1. Januar 1974 ebenfalls an Wochenenden für den Fahrverkehr gesperrt. Am 2. Juli 1975 und am 29. April 1976 beschloss der Gemeinderat die Umwandlung der meisten Straßen in der Altstadt in eine Fußgängerzone. Noch im selben Jahr wurde am 4. Juli der Straßenbahnverkehr eingestellt, am 20. September wurden die Gleise mit Asphalt abgedeckt, am 7. Januar 1977 die Oberleitungsanlagen abgebaut. Am 30. September 1978 war nach der Umgestaltung die Fußgängerzone fertiggestellt.

## Nutzung
Bis zur Sperrung für den Durchgangsverkehr 1969 war die Hauptstraße eine wichtige Verkehrsachse auch für den motorisierten Verkehr und eine zweigleisige Straßenbahnstrecke.
Seit Ende der Umgestaltung 1978 ist die gesamte Hauptstraße mit Ausnahme des Abschnitts zwischen Kornmarkt und Karlstor Fußgängerzone. Sie ist die mit Abstand bedeutendste Einkaufsstraße in Heidelberg und eine der meistfrequentierten in Deutschland (2013: Rang 43), im Durchschnitt der Jahre 2004–2013 wurden 5618 Personen pro Stunde gezählt. Neben dem Einzelhandel finden sich zahlreiche, zum Teil historische, Gastronomiebetriebe, außerdem wichtige Einrichtungen wie das Rathaus, das Kurpfälzische Museum oder Teile der Universität. Die Hauptstraße und insbesondere die an ihr liegenden Plätze werden häufig für Veranstaltungen wie den Heidelberger Herbst, den Weihnachtsmarkt oder den Heidelberger Halbmarathon genutzt.

## Bedeutende Bauten

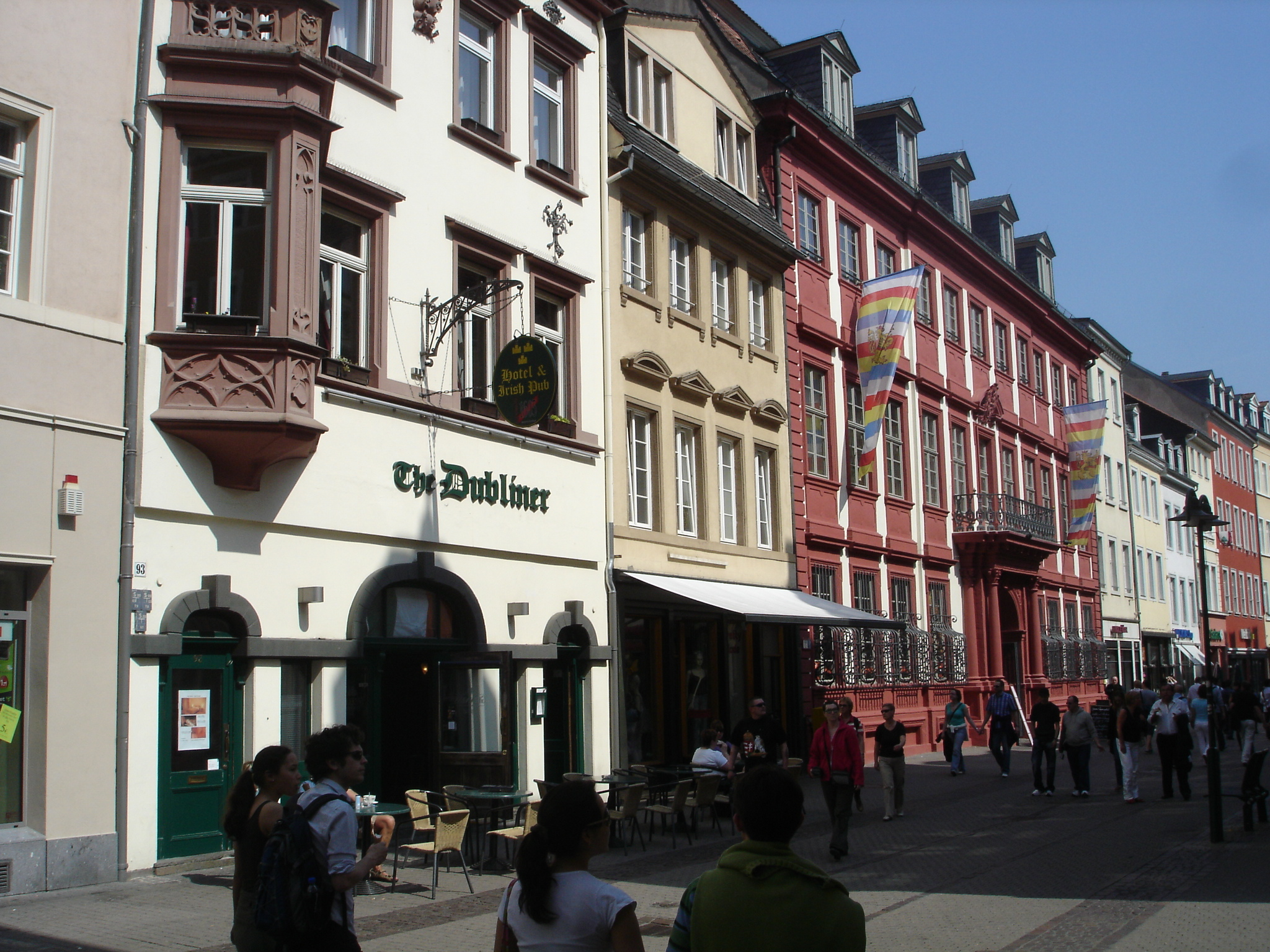
Die Hauptstraße mit dem Palais Morass

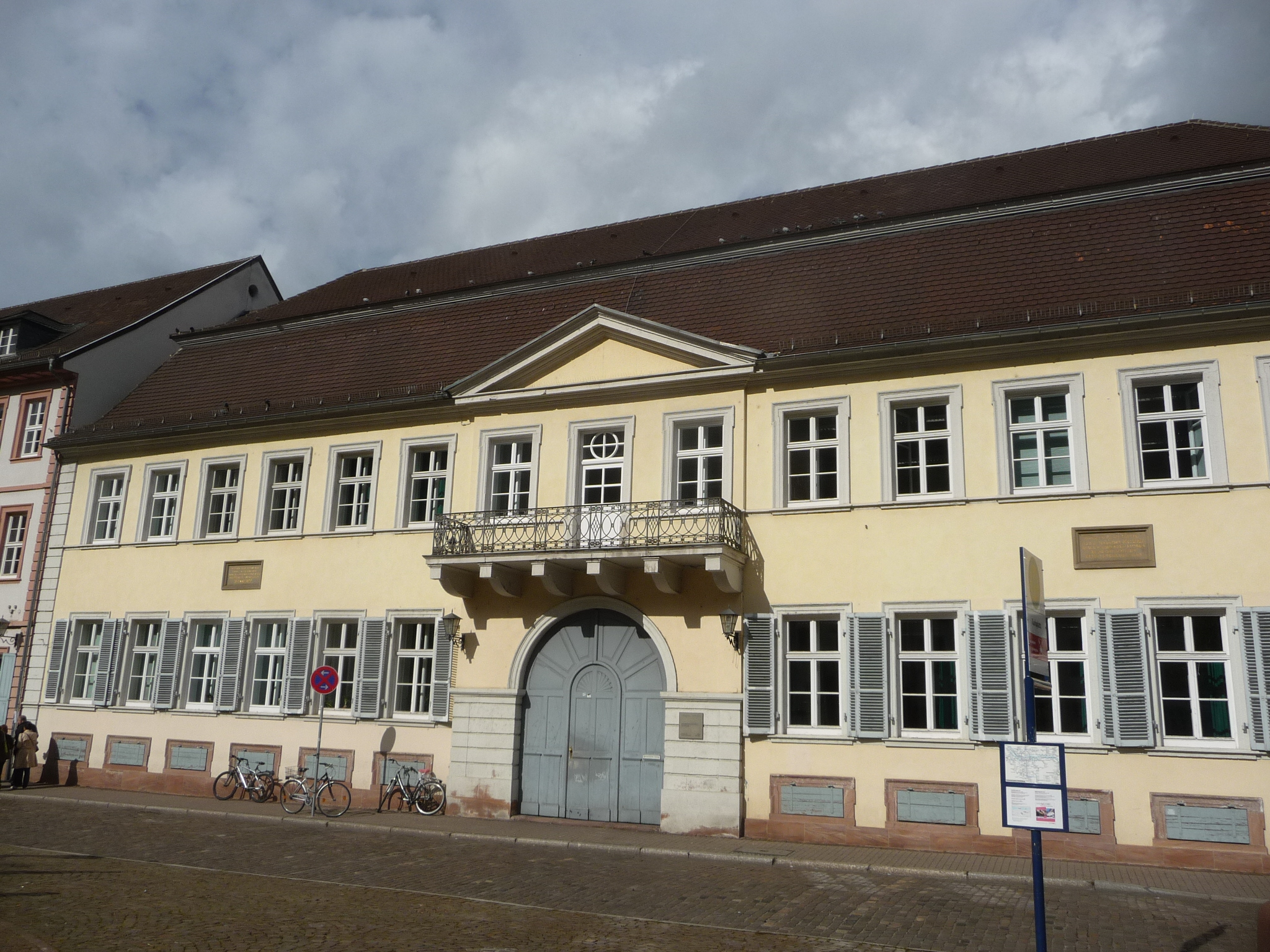
Palais Boisserée

| Nr. 37:      | Odeon-Lichtspielhaus      | Nr. 46:  | Bankhaus                  |
| Nr. 47–51:   | Friedrichsbau             | Nr. 52:  | Haus zum Riesen           |
| Nr. 75:      | Gasthaus Perkeo           |          | Providenzkirche           |
| Nr. 97:      | Palais Morass             | Nr. 110: | Wormser Hof               |
| Nr. 113:     | Badischer Hof             | Nr. 120: | Haus Neukirch             |
| Nr. 117:     | Kümmelspalterei           | Nr. 126: | Wohn- und Bankhaus        |
|              | Heiliggeistkirche         | Nr. 168: | Haus Meder                |
| Nr. 191–201: | Rathaus                   | Nr. 178: | Haus zum Ritter           |
| Nr. 207:     | Wohnhaus Roßhirt          | Nr. 190: | Kurpfälzische Hofapotheke |
| Nr. 209:     | Palais Boisserée          | Nr. 198: | Wohn- und Geschäftshaus   |
| Nr. 213:     | Gasthaus Zum Seppl        | Nr. 234: | Haus Buhl                 |
| Nr. 217:     | Gasthaus Zum Roten Ochsen |          |                           |
| Nr. 235:     | Palais Weimar             |          |                           |